# Татьяновка (Павлодарская область)
Татьяновка (каз. Татьяновка) — село в Щербактинском районе Павлодарской области Казахстана. Расположено в 10 км к юго-востоку от районного центра — села Шарбакты и в 90 км к северо-востоку от областного центра — города Павлодара. Административный центр Татьяновского сельского округа. Код КАТО — 556859100.

## История
Село было основано в 1914 году на урочище Казган-кудук в Орловской волости Павлодарского уезда. Названо по имени дочери императора Николая II — Татьяны Николаевны.
В 1929 году в селе был организован первый колхоз «Колос», впоследствии распавшийся на ряд мелких колхозов. В 1933 году возник колхоз «Большевик», в которому в 1950 году влились колхозы имени Чапаева и имени 18-й годовщины Октября. В 1991 году колхоз был разукрупнён на 2 хозяйства, впоследствии ставшими крестьянскими хозяйствами.

## Население
В 1985 году в селе проживало 484 человек. В 1999 году население села составляло 211 человек (95 мужчин и 116 женщин). По данным переписи 2009 года, в селе проживало 107 человек (47 мужчин и 60 женщин).